# Collegium international éthique, politique et scientifique
Le Collegium international éthique, scientifique et politique est une association basée en France qui a été fondée en 2002 par Milan Kucan, président de la Slovénie, Michel Rocard, ancien Premier ministre français, coprésidents, Stéphane Hessel, vice-président, et Sacha Goldman, secrétaire-général.   
Bâti comme l’un des prolongements du Groupe des Dix, le Collegium International, d’après ses fondateurs, souhaite « trouver les réponses intelligentes et appropriées qu'attendent les peuples du monde face aux nouveaux défis de notre temps ».  
Un Appel pour la création du Collegium fut rendu public en février 2002 à New York et ses membres ont été officiellement présentés le 2 avril 2003 à Bruxelles devant le Parlement européen. Les membres du Collegium et les membres associés, les signataires de l'Appel, sont des scientifiques, des philosophes et d'anciens ou actuels chefs d'Etat et de gouvernement.

## Composition
Le Président d'Honneur du Collegium International est Edgar Morin, son Président est aujourd'hui Jacques Toubon, et son Vice-Président est Pascal Lamy. Son secrétaire général est Sacha Goldman. 

## Lettres ouvertes, Appels, réunions publiques, conférences, etc
- Mai 2003 : Lettre ouverte au secrétaire général de l´ONU Kofi Annan, dans laquelle le Collegium appelle à « la proclamation du principe de l´intersolidarité planétaire »[8]
- Octobre 2005 : à l’occasion du 60e anniversaire des Nations unies, le Collegium international a présenté un texte appelé « Déclaration Universelle d’Interdépendance[4] » au secrétaire général des Nations unies, Kofi Annan, et au président de l’assemblée générale des Nations unies, Jan Eliasson[source secondaire nécessaire].
- Mars 2007 : table ronde à Genève sur la réalisation des droits économiques, sociaux et culturels[9][source secondaire nécessaire].
- Juin 2009, participation de membre du Collegium à l’International Symposium[10] « A World in Danger Financial Mismanagement, State Regulation and Ethical Necessity » au Palais du Luxembourg à Paris[source secondaire nécessaire]
- Mai 2011 : conférence à l’Unesco « Les défis d'une économie verte et des sociétés vertes : Attitudes, politiques, gouvernance »[11] [source secondaire nécessaire]
- Mars 2013 : conférence débat au Forum Libération, un Forum hommage à Stéphane Hessel avec la présence de plusieurs membres du Collegium[12],[13]
- Mai 2014 : réunion de préparation de la COP21 à Trouvilles[14]
- Avril 2015 : sortie du livre « Le Monde n‘a plus de temps à perdre », ouvrage collectif auquel ont participé Stéphane Hessel, Edgar Morin, Michel Rocard, l'économiste René Passet, le diplomate Bernard Miyet, le philosophe allemand Peter Sloterdijk, le conseiller politique auprès de l'ONU Michael Doyle, la juriste Mireille Delmas-Marty et Sacha Goldman secrétaire général du Collegium et coordinateur de l’ouvrage. A cette occasion, le Collegium a lancé un « Appel pour une gouvernance mondiale solidaire et responsable »[15],[16] [source secondaire nécessaire]
- Octobre 2017 : Conférence Hommage à Stéphane Hessel, manifestation co-organisée par la Ville de Strasbourg, le Collegium International et le Goethe-Institut Strasbourg[17][source secondaire nécessaire]
- Décembre 2018 : Plaidoyer pour une Charte d'Interdépendance[18],[19]

## Livre
- "Le Monde n'a plus de temps à perdre". Publication Avril 2023, Edition Babel[20].